# Молдова на зимних Олимпийских играх 2018
Молдова на зимних Олимпийских играх 2018 года была представлена 2 спортсменами в двух дисциплинах лыжного спорта.

## Состав сборной
Горнолыжный спорт
1. Кристофер Хёрль

 Лыжные гонки
1. Николай Гайдук

## Результаты соревнований

### Лыжные виды спорта

#### Горнолыжный спорт
Квалификация спортсменов для участия в Олимпийских играх осуществлялась на основании специального квалификационного рейтинга FIS по состоянию на 21 января 2018 года. При этом НОК для участия в Олимпийских играх мог выбрать только того спортсмена, который вошёл в топ-500 олимпийского рейтинга в своей дисциплине, и при этом имел определённое количество очков, согласно квалификационной таблице. Страны, не имеющие участников в числе 500 сильнейших спортсменов, могли претендовать только на квоты категории «B» в технических дисциплинах. По итогам квалификационного отбора сборная Молдовы завоевала олимпийскую лицензию категории «A» в мужских соревнованиях, благодаря удачным выступлениям Кристофера Хёрля.
Мужчины
| Спортсмены      | Соревнование     | Скоростной спуск/ 1 спуск | Скоростной спуск/ 1 спуск | Слалом/ 2 спуск | Слалом/ 2 спуск | Всего   | Место | Отставание |
| Спортсмены      | Соревнование     | Время                     | Место                     | Время           | Место           | Всего   | Место | Отставание |
| --------------- | ---------------- | ------------------------- | ------------------------- | --------------- | --------------- | ------- | ----- | ---------- |
| Кристофер Хёрль | скоростной спуск | не проводится             | не проводится             | не проводится   | не проводится   | 1:45,21 | 40    | +4,96      |
| Кристофер Хёрль | комбинация       | 1:22,25                   | 41                        | DNS             | DNS             | —       | —     | —          |

#### Лыжные гонки
Квалификация спортсменов для участия в Олимпийских играх осуществлялась на основании специального квалификационного рейтинга FIS по состоянию на 21 января 2018 года. Для получения олимпийской лицензии категории «A» спортсменам необходимо было набрать максимум 100 очков в дистанционном рейтинге FIS. При этом каждый НОК может заявить на Игры 1 мужчину и 1 женщины, если они выполнили квалификационный критерий «B», по которому они смогут принять участие в спринте и гонках на 10 км для женщин или 15 км для мужчин. По итогам квалификационного отбора сборная Молдовы завоевала одну мужскую олимпийскую лицензию категории «B» в гонке на 15 км, благодаря успешным выступлениям Николаэ Гайдука.
Мужчины
Дистанционные гонки
| Спортсмены     | Соревнование           | Результат | Место | Отставание |
| -------------- | ---------------------- | --------- | ----- | ---------- |
| Николай Гайдук | 15 км свободным стилем | 43:43,3   | 106   | +9:59,4    |